# 9415 Yujiokimura
9415 Yujiokimura eller 1995 VE är en asteroid i huvudbältet som upptäcktes den 1 november 1995 av den japanska astronomen Takao Kobayashi vid Ōizumi-observatoriet. Den är uppkallad efter Yuji Okimura.
Asteroiden har en diameter på ungefär 2 kilometer.